# Cúp Nhà vua Tây Ban Nha 2025–26
Cúp Nhà vua Tây Ban Nha 2025–26 (Copa del Rey 2025–26, được gọi là Copa del Rey MAPFRE vì lý do tài trợ) là lần tổ chức thứ 124 của Copa del Rey (bao gồm cả 2 mùa giải có hai phiên bản đối thủ được tổ chức). Đội vô địch sẽ chắc chắn có một suất tham dự vòng đấu hạng UEFA Europa League 2026–27. Cả đội vô địch và đội á quân đều sẽ đủ điều kiện tham dự Siêu cúp bóng đá Tây Ban Nha 2026 dành cho 4 đội.
Barcelona là nhà đương kim vô địch, đã đánh bại Real Madrid trong trận chung kết mùa giải trước.
Trận chung kết sẽ được tổ chức tại La Cartuja ở Sevilla vào tháng 4 năm 2026.

## Các đội tham dự
Các đội sau đây đủ điều kiện tham gia giải đấu. Các đội dự bị không được phép tham gia.
| La Liga Tất cả 20 đội ở mùa giải 2024–25 | Segunda División Tất cả 22 đội ở mùa giải 2024–25 | Primera Federación Năm đội bóng không dự bị hàng đầu của mỗi bảng đấu ở mùa giải 2024–25                         | Segunda Federación Năm đội bóng không dự bị hàng đầu của năm bảng đấu ở mùa giải 2024–25 | Tercera Federación Các đội không dự bị xuất sắc nhất cùng với bảy đội á quân không dự bị xuất sắc nhất của mỗi bảng trong số mười tám bảng của mùa giải 2024–25 | Copa Federación Bốn đội vào bán kết Cúp Liên đoàn Tây Ban Nha 2025 | Giải khu vực Một đội của mỗi nhóm trong số hai mươi nhóm ở hạng sáu |
| - Alavés - Athletic Bilbao - Atlético Madrid - BarcelonaTH - Betis - Celta - Espanyol - Getafe - Girona - Las Palmas - Leganés - Mallorca - Osasuna - Rayo Vallecano - Real Madrid - Real Sociedad - Sevilla - Valencia - Valladolid - Villarreal | - Albacete - Almería - Burgos - Cádiz - Cartagena - Castellón - Córdoba - Deportivo La Coruña - Eibar - Elche - Eldense - Granada - Huesca - Levante - Málaga - Mirandés - Oviedo - Racing Ferrol - Racing Santander - Sporting Gijón - Tenerife - Zaragoza | - Andorra - Antequera - Ceuta - Cultural Leonesa - Gimnàstic - Ibiza - Mérida - Murcia - Ponferradina - Tarazona | - Arenas Getxo - Atlético Antoniano - Atlético Baleares - Ávila - Avilés Industrial - Cacereño - Estepona - Europa - Guadalajara - Juventud Torremolinos - Langreo - SD Logroñés - UD Logroñés - Malacitano - Navalcarnero - Numancia - Pontevedra - Rayo Majadahonda - Sabadell - Sant Andreu - Talavera de la Reina - Teruel - Torrent - UCAM Murcia - Utebo | - Alcalá - Atlético Astorga - Atlético Tordesillas - Azuaga - Caudal - Cieza - Ciudad de Lucena - Constància - Ebro - Extremadura - Jaén - Lorca Deportiva - Mutilvera - Náxara - UD Ourense - Poblense - Portugalete - Puente Genil - Quintanar del Rey - Reus FCR - Roda - Tropezón - Sámano - San Fernando - Valle de Egüés | - CXĐ - CXĐ - CXĐ - CXĐ                                            | - Alberite - Atlètic Sant Just - Atlético Calatayud - Atlético Melilla - Campanario - Getxo - Inter de Valdemoro - Los Garres - Manises - San José - Sporting de Ceuta - Universitario - Yuncos - CXĐ - CXĐ - CXĐ - CXĐ - CXĐ - CXĐ - CXĐ |

Ghi chú
1. 1 2 3 4  Athletic Bilbao, Atlético Madrid, Barcelona và Real Madrid tham gia giải đấu ở vòng 32 đội với tư cách là những đội tham dự Siêu cúp Tây Ban Nha.
2. ↑  Ceuta tham gia giải đấu ở vòng thứ hai với tư cách là nhà vô địch của Primera Federación 2024–25.
3. ↑  Thay thế La Unión Atlético.